# Angelo Zoratti
Angelo Zoratti, furlanski rezbar, pozlatar in slikar, * 18. april 1839, Videm, † 16. marec 1913, Maribor.
Angelo Zoratti, se je rodil v Vidmu v družini trgovca z živili. Za podobarja se je izučil pri slikarju Tomažu Fantoniju in z njim 1858 prvič prišel v Slovenijo; Fantonijeva skupina je delala po cerkvah, gradovih in meščanskih hišah, jeseni pa se vračala v Furlanijo. Okoli 1866 je Zoratti odprl lastno podobarsko delavnico v Pordenonu. Vojni dogodki 1866 in z njimi povezano osiromašenje italijanskega prebivalstva so ga prisilili, da se je okoli 1870 ponovno pridružil Fantoniju v Gemoni in z njim znova prihajal v Slovenijo na delo, 1872 pa sta se sprla, ker je začel Zonatti v Fantonijevi odsotnosti sam s poslikavo oltarjev v cerkvi sv. Martina pri Vurberku. Zonatti se je 1872 naselil za stalno v Mariboru, si pridobil obrtno pravico in odprl podobarsko delavnico v Strmi ulici 9, v kateri je pozneje delalo tudi do 7 pomočnikov. V Mariboru in bližnji okolici in sploh po slovenski Štajerski je obnovil ali na novo izdelal zlasti številne oltarje, npr.: Trbovlje (kapela Matere božje), Šmartno ob Paki, Cirkulane (1894), Sv. Jurij pri Rogatcu (tudi vso opremo, 1899), Bučkovci (1902), Brestanica (v podružnični cerkevi sv. Boštjana, tudi drugo cerkveno opremo).